# Préveranges
Préveranges là một xã trong tỉnh Cher, thuộc vùng hành chính Centre-Val de Loire của nước Pháp, có dân số là 665 người (thời điểm 1999). Xã nằm khoảng 50 km về phía tây nam của Bourges.

## Nhân khẩu học
| 1962 | 1968  | 1975 | 1982 | 1990 | 1999 |
| ---- | ----- | ---- | ---- | ---- | ---- |
| 929  | 1 081 | 930  | 861  | 772  | 665  |